# Pierre-Alain Mesplède
Pour les articles homonymes, voir Mesplède (homonymie).
Pierre-Alain Mesplède, né le 12 octobre 1943 à Rochefort-sur-Mer en Charente-Maritime et mort le 26 mai 2011 à Paris,, est un écrivain français de littérature policière.

## Biographie
Il fait ses études à Toulouse et obtient une licence en droit. Il devient inspecteur des impôts et exerce des responsabilités mutualistes de 1976 à 1979 et syndicales de 1981 à 1986.
En 1995, il écrit son premier roman Les Trottoirs de Belgrano. En 1997, il écrit une des aventures du Le Poulpe E pericoloso for Jersey. Puis en 1998, il écrit un roman policier historique Il était une foi sous titré La Deuxième Mort de Jeanne d’Arc.

## Œuvre

### Romans
- Les Trottoirs de Belgrano, Série noire no 2393, 1995
- E pericoloso for Jersey, Baleine no 95, 1997
- Il était une foi, Méréal, 1998
- L'Esclave chrétien, Galodé, 2008

### Nouvelles
- Anniversaire, dans le recueil Sous la robe erre le noir, Le Mascaret, 1989 (hommage à Robert Soulat)
- Putain de grévistes, dans le recueil Pas de justice, pas de paix, Reflex, 1996
- L'Éloge d’un criminel, La Belle Doc, 1996
- Un festival noir, dans Nouvelles 13, ATRE, 1997
- Ce serait dommage de ne plus être voisins, dans Faits d’hiver, DAL, 1997
- Vieilles Miches, dans le recueil Succès dannés, Luce Wilquin, 1997, réédition dans le recueil Perles noires, Éditions du Choucas, 1999
- Suivez-moi, jeune homme, dans le recueil Requiem pour un muckraker, Baleine, 1999 (hommage à Marvin Albert)
- Lapins en charentaises, dans le recueil Buffet noir, Cheminements, 2000
- Un bocal de trop, dans le recueil Dessous noirs, Le Marque-Page, 2001
- Maria Corbino, dans le recueil Écrans noirs Tome 1, Le Marque-Page, 2002
- Au jour le jour, L’Humanité 19 juillet 2004, réédition dans le recueil 36 Nouvelles noires pour L’Humanité,